# Giom Hòn Bà
Giom Hòn Bà (danh pháp: Melodinus honbaensis) là một loài thực vật có hoa trong họ La bố ma. Loài này được A.Chev. ex Pit. mô tả khoa học đầu tiên năm 1933.